# Carlos Carrillo (cầu thủ bóng đá)
Carlos Josué Carrillo Chopin (sinh ngày 12 tháng 10 năm 1984 ở San Salvador) là một cầu thủ bóng đá người El Salvador.

## Sự nghiệp
Carrillo bắt đầu sự nghiệp ở đội dự bị của Alianza, trước khi gia nhập câu lạc bộ Second Division, Platense, năm 2003.
Carrillo thi đấu cho nhiều câu lạc bộ ở First Division; trong đó bao gồm Alianza, Isidro Metapán và Municipal Limeño.
Anh ký hợp đồng với Hollywood United Hitmen của USL Premier Development League năm 2011.
Năm 2011, anh gia nhập FAS.